# Tweede Kamerverkiezingen in het kiesdistrict Boxmeer (1869-1888)
Tweede Kamerverkiezingen in het kiesdistrict Boxmeer (1869-1888) geeft een overzicht van verkiezingen voor de Nederlandse Tweede Kamer in het kiesdistrict Boxmeer in de periode 1869-1888.
Het kiesdistrict Boxmeer was al ingesteld in 1850. De indeling van het kiesdistrict werd in 1869 gewijzigd door een aanpassing van de Kieswet. Tot het kiesdistrict behoorden vanaf dat moment de volgende gemeenten: Arcen en Velden, Beesel, Beers, Belfeld, Bergen, Beugen, Boekel, Boxmeer, Broekhuizen, Cuijk en Sint Agatha, Escharen, Gassel, Gemert, Gennep, Grave, Grubbenvorst, Haps, Helden, Horst, Kessel, Linden, Maasbree, Maashees en Overloon, Meerlo, Mill en Sint Hubert, Mook en Middelaar, Nistelrode, Oeffelt, Oploo, Ottersum, Reek, Sambeek, Sevenum, Tegelen, Uden, Velp, Venlo, Venray, Vierlingsbeek, Wanroij, Wanssum en Zeeland.
In 1878 werd de indeling van het kiesdistrict gewijzigd. De gemeenten Nistelrode en Uden werden toegevoegd aan het kiesdistrict 's-Hertogenbosch. Tevens werd een gedeelte van de kiesdistricten Nijmegen (de gemeenten Groesbeek, Heumen en Overasselt) en Roermond (de gemeenten Meijel, Neer en Roggel) toegevoegd aan het kiesdistrict Boxmeer. 
Het kiesdistrict Boxmeer was in deze periode een meervoudig kiesdistrict: het vaardigde twee leden af naar de Tweede Kamer. Om de twee jaar trad een van de leden af; er werd dan een periodieke verkiezing gehouden voor de vrijgevallen zetel. Bij algemene verkiezingen (na ontbinding van de Tweede Kamer) bracht elke kiezer twee stemmen uit. Om gekozen te worden moest een kandidaat minimaal de districtskiesdrempel behalen.
Legenda
- vet: gekozen als lid van de Tweede Kamer.

## 8 juni 1869
De verkiezingen waren tussentijdse verkiezingen; zij werden gehouden vanwege de omzetting van het kiesdistrict Boxmeer in een meervoudig kiesdistrict waardoor een tweede zetel beschikbaar kwam.
|                  | 8 juni |
| ---------------- | ------ |
| Kiesgerechtigden | 2.367  |
| Opkomst          | 2.164  |
| Geldige stemmen  | 2.142  |
| Blanco stemmen   | 22     |
| Kandidaten       |        |
| J.H.L. Haffmans  | 1.524  |
| J.M.L.H. Clercx  | 585    |
| A.J.W. Boerkamp  | 29     |

## 13 juni 1871
De verkiezingen waren periodieke verkiezingen; zij werden gehouden vanwege de afloop van de zittingstermijn van een gekozen lid.
|                   | 13 juni |
| ----------------- | ------- |
| Kiesgerechtigden  | 2.431   |
| Opkomst           | 1.647   |
| Geldige stemmen   | 1.618   |
| Blanco stemmen    | 25      |
| Kandidaten        |         |
| P. van den Heuvel | 1.110   |
| H.C.F. Kerstens   | 476     |

## 10 juni 1873
De verkiezingen waren periodieke verkiezingen; zij werden gehouden vanwege de afloop van de zittingstermijn van een gekozen lid.
|                  | 10 juni |
| ---------------- | ------- |
| Kiesgerechtigden | 2.493   |
| Opkomst          | 1.761   |
| Geldige stemmen  | 1.676   |
| Blanco stemmen   | 77      |
| Kandidaten       |         |
| J.H.L. Haffmans  | 1.603   |

## 8 juni 1875
De verkiezingen waren periodieke verkiezingen; zij werden gehouden vanwege de afloop van de zittingstermijn van een gekozen lid.
|                   | 8 juni |
| ----------------- | ------ |
| Kiesgerechtigden  | 2.534  |
| Opkomst           | 1.186  |
| Geldige stemmen   | 1.128  |
| Blanco stemmen    | 53     |
| Kandidaten        |        |
| P. van den Heuvel | 1.064  |

## 12 juni 1877
De verkiezingen waren periodieke verkiezingen; zij werden gehouden vanwege de afloop van de zittingstermijn van een gekozen lid.
|                  | 12 juni |
| ---------------- | ------- |
| Kiesgerechtigden | 2.710   |
| Opkomst          | 1.510   |
| Geldige stemmen  | 1.455   |
| Blanco stemmen   | 47      |
| Kandidaten       |         |
| J.H.L. Haffmans  | 1.278   |
| F.J.F.M. Walter  | 92      |

## 23 oktober 1877
Petrus van den Heuvel, gekozen bij de verkiezingen van 8 juni 1875, trad op 1 oktober 1877 af vanwege zijn benoeming als lid van de Gedeputeerde Staten van Noord-Brabant. Om in de ontstane vacature te voorzien werd een tussentijdse verkiezing gehouden.
|                         | 23 oktober |
| ----------------------- | ---------- |
| Kiesgerechtigden        | 2.710      |
| Opkomst                 | 1.324      |
| Geldige stemmen         | 1.294      |
| Blanco stemmen          | 29         |
| Kandidaten              |            |
| H.J. Brouwers           | 1.114      |
| A. Verheyen van Estvelt | 148        |

## 10 juni 1879
De verkiezingen waren periodieke verkiezingen; zij werden gehouden vanwege de afloop van de zittingstermijn van een gekozen lid.
|                  | 10 juni |
| ---------------- | ------- |
| Kiesgerechtigden | 2.527   |
| Opkomst          | 1.097   |
| Geldige stemmen  | 958     |
| Blanco stemmen   | 112     |
| Kandidaten       |         |
| H.J. Brouwers    | 903     |

## 14 juni 1881
De verkiezingen waren periodieke verkiezingen; zij werden gehouden vanwege de afloop van de zittingstermijn van een gekozen lid.
|                         | 14 juni |
| ----------------------- | ------- |
| Kiesgerechtigden        | 2.575   |
| Opkomst                 | 1.295   |
| Geldige stemmen         | 1.199   |
| Blanco stemmen          | 83      |
| Kandidaten              |         |
| J.H.L. Haffmans         | 1.079   |
| A. Verheyen van Estvelt | 44      |
| H.C.F. Kerstens         | 41      |

## 7 februari 1882
Hubert Brouwers, gekozen bij de verkiezingen van 10 juni 1879, trad op 25 januari 1882 af. Om in de ontstane vacature te voorzien werd een tussentijdse verkiezing gehouden.
|                     | 7 februari |
| ------------------- | ---------- |
| Kiesgerechtigden    | 2.575      |
| Opkomst             | 1.068      |
| Geldige stemmen     | 1.021      |
| Blanco stemmen      | 42         |
| Kandidaten          |            |
| J.M.L.H. Clercx     | 942        |
| L. van Rijckevorsel | 35         |

## 12 juni 1883
De verkiezingen waren periodieke verkiezingen; zij werden gehouden vanwege de afloop van de zittingstermijn van een gekozen lid.
|                  | 12 juni |
| ---------------- | ------- |
| Kiesgerechtigden | 2.728   |
| Opkomst          | 1.100   |
| Geldige stemmen  | 1.057   |
| Blanco stemmen   | 43      |
| Kandidaten       |         |
| J.M.L.H. Clercx  | 1.026   |

## 28 oktober 1884
De verkiezingen waren algemene verkiezingen; zij werden gehouden na ontbinding van de Tweede Kamer.
|                  | 28 oktober |
| ---------------- | ---------- |
| Kiesgerechtigden | 2.790      |
| Opkomst          | 1.326      |
| Geldige stemmen  | 2.532      |
| Blanco stemmen   | 110        |
| Kiesdrempel      | 633        |
| Kandidaten       |            |
| J.M.L.H. Clercx  | 1.242      |
| J.H.L. Haffmans  | 1.237      |

## 15 juni 1886
De verkiezingen waren algemene verkiezingen; zij werden gehouden na ontbinding van de Tweede Kamer.
|                  | 15 juni |
| ---------------- | ------- |
| Kiesgerechtigden | 2.986   |
| Opkomst          | 1.618   |
| Geldige stemmen  | 3.074   |
| Blanco stemmen   | 144     |
| Kiesdrempel      | 769     |
| Kandidaten       |         |
| J.M.L.H. Clercx  | 1.474   |
| J.H.L. Haffmans  | 1.469   |

## 1 september 1887
De verkiezingen waren algemene verkiezingen; zij werden gehouden na ontbinding van de Tweede Kamer.
|                  | 1 september |
| ---------------- | ----------- |
| Kiesgerechtigden | 3.028       |
| Opkomst          | 1.311       |
| Geldige stemmen  | 2.564       |
| Blanco stemmen   | 54          |
| Kiesdrempel      | 641         |
| Kandidaten       |             |
| J.H.L. Haffmans  | 1.183       |
| J.M.L.H. Clercx  | 1.119       |

## Opheffing
In 1888 werd het kiesdistrict Boxmeer opgeheven. De tot het kiesdistrict behorende gemeenten werden ingedeeld bij de kiesdistricten Grave (de gemeenten Beers, Beugen, Boxmeer, Cuijk en Sint Agatha, Escharen, Gassel, Grave, Haps, Linden, Mill en Sint Hubert, Oeffelt, Reek, Velp en Wanroij), Helmond (de gemeenten Boekel en Gemert), Nijmegen (de gemeenten Groesbeek, Heumen en Overasselt), Roermond (de gemeente Beesel), Veghel (de gemeente Zeeland), Venlo (de gemeenten Arcen en Velden, Belfeld, Bergen, Broekhuizen, Gennep, Grubbenvorst, Maashees en Overloon, Meerlo, Mook en Middelaar, Oploo, Ottersum, Sambeek, Tegelen, Venlo, Venray, Vierlingsbeek en Wanssum) en Weert (de gemeenten Helden, Horst, Kessel, Maasbree, Meijel, Neer, Roggel en Sevenum).